# 吉姆·豪登
吉姆·豪登（英語：Jim Howden，1934年9月4日—1993年10月10日），澳大利亚男子赛艇运动员。他曾代表澳大利亚参加1956年夏季奥林匹克运动会赛艇比赛，获得男子八人单桨有舵手铜牌。